# Ouled Aiche
Ouled Aiche également orthographié Ouled Yaiche ou Ouled Aych est une commune de la wilaya de Relizane en Algérie.